# Canó Armstrong
Els canons Armstrong van ser els canons de més ús en els vaixells de guerra de gairebé tot el món en la segona meitat del segle xix. Van ser dissenyats pel britànic sir William George Armstrong.
Els canons Armstrong van ser fabricats en dos llocs:
- Reial Fàbrica de Woolwich, també anomenats canons Woolwich pel lloc de fabricació, que van ser utilitzats exclusivament per la Royal Navy. No tots els canons fabricats en Woolwich van ser sistema Armstrong.
- Elswick-on-Tyne, també anomenats canons Elswick pel lloc de fabricació, on sir Armstrong era amo d'una mestrança. Aquí es van fabricar els canons Armstrong que van ser exportats a tots els països interessats en el seu ús.

## Ànima estriada
La carcassa de ferro colat, de forma similar a la d'una bala Minié, tenia un prim recobriment de plom que la feia una mica més gran que l'agulla de l'arma i que s'enganxava amb l'ànima estriada de l'arma per donar gir a la carcassa. Aquest sistema acabava de ser desenvolupat per Martin von Wahrendorff a Suècia i Giovanni Cavalli a Itàlia. Aquest gir i l'ajust de la munició va permetre que l'arma assoleixi un abast més llarg i precisió que els carregadors de boca llisos existents amb una càrrega de pols més petita.

## Canons de retrocàrrega
Arsmtrong va ser el primer a dissenyar canons de retrocarga al Regne Unit. El seu primer sistema de tancament de la culata va ser de cargol, en el qual es gira el mànec del cargol fins a obrir la culata, ja que el cargol és la prolongació de l'ànima. El sistema de retrocarga va ser deixat de banda per la Royal Navy tot que oferien una major rapidesa de tir. A fins de la dècada de 1870, Armstrong va tornar a la construcció de canons de retrocarga quan va millorar l'obturador, desenvolupat pel coronel francès Charles R. de Bange, per evitar les fuites de gasos i utilitzar un tancament de cargol partit amb obturador, ambdós d'acer.
El "Comitè especial d'Artilleria" en el seu informe de 1863 va manifestar els desavantatges del sistema de retrocarga Armstrong per la seva fuita de gas. Recentment en 1880, es va adoptar en la Royal Navy els canons de retrocarga, causa de l'accident que hi va haver en el blindat Thunderer, on un canó d'avantcàrrega va volar perquè se li va posar 2 càrregues.
Primer, els canons definien el seu calibre pel pes del projectil. Els principals canons de retrocarga van ser:
- 110 lliures. Va ser el primer canó de retrocarga d'Armstrong i utilitzat en el blindat Warrior a 1859. Les seves característiques eren: pes de la peça, 9.184 lliures; llarg de la peça, 120 polzades; nombre d'estries, 76; pas de la ratlla, una volta en 37 calibres; càrrega de servei, 14 lliures de pólvora, pes de la magrana, 106 lliures i la càrrega explosiva de la magrana, 8 lliures de pólvora.

- 20 lliures. També anomenat canó de salutació, les seves característiques eren: pes de la peça, 1.792 lliures; llarg de la peça, 96 polzades; nombre d'estries, 44; pas de la ratlla, una volta en 38 calibres; càrrega de servei, 2,5 lliures de pólvora, pes de la magrana, 21,5 lliures, la càrrega explosiva de la magrana, 1 lliura de pólvora i abast màxim de 4 mil iardes En la dècada de 1870 va sortir un nou canó de 20 lliures, les característiques eren: pes de la peça, 19 quintars, llarg de la peça, 6,65 polzades; nombre d'estries, 11; pas de la ratlla, una volta en 60 calibres; càrrega de servei, 7,5 lliures de pólvora peble, pes de la magrana, 20 lliures 2 unces, la càrrega explosiva de la magrana, 14 unces de pólvora de gra gran i abast màxim de 6 mil·liardes.

A fins de la dècada de 1880, el calibre es va començar a definir pel diàmetre de l'ànima. Fins a 1890, van estar en servei els següents canons:
| Calibre (polzades) | Peso (tonalades) | Granada comú (lliures) | N° de estries | Velocitat inicial (peu/s) | Penetració del blindatge (polzades) | Abast màxim (Iardes) |
| ------------------ | ---------------- | ---------------------- | ------------- | ------------------------- | ----------------------------------- | -------------------- |
| 9                  | 18               | 250                    | 36            | 2.000                     | 16                                  | 7.000                |
| 8                  | 11,5             | 180                    | 23            | 2.155                     | 18                                  | 7.700                |
| 7                  | 7,5              | 120                    | 29            | 2.034                     | 13                                  | 7.000                |
| 6                  | 4                | 83 1/12                | 28            | 2.100                     | 12                                  | 6.000                |
| 4,724              | 1,6              | 40                     | 22            | 1.660                     | -                                   | 6.000                |
| 3,5                | 0,9              | 20 1/6                 | 11            | 1.750                     | -                                   | 6.000                |
| 3                  | 0,4              | 13                     | 10            | 1.600                     | -                                   | 6.000                |